# Acrogonyleptes armatifrons
Acrogonyleptes armatifrons is een hooiwagen uit de familie Gonyleptidae. De wetenschappelijke naam van Acrogonyleptes armatifrons gaat  terug op Roewer.